# المجال العلاجي للدواء
يقصد بالمجال العلاجي أو الهامش العلاجي الفرق بين التركيز البلازمي الاقصى للدواء و اللدي يشكل عتبة التسمم و التركيز البلازمي الادنى اللدي يشكل عتبة الفعالية.